# 2010年新竹縣選舉區立法委員缺額補選

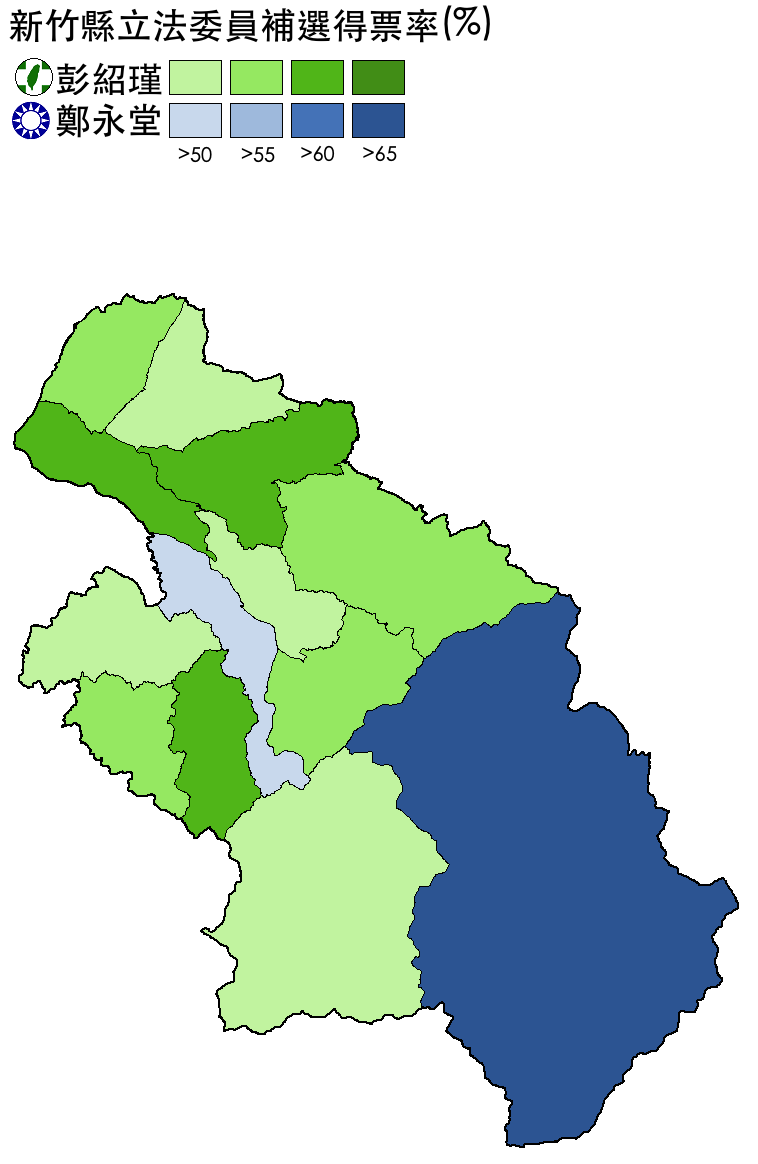
2010年新竹縣選舉區立法委員缺額補得票分布。

中華民國第七屆立法委員新竹縣選舉區缺額補選，為中華民國（台灣）新竹縣選區原任第7屆立法委員邱鏡淳（中國國民黨籍）因於第16屆新竹縣縣長選舉當選而須依法辭去立法委員後所進行的選舉。本選舉於2010年2月27日舉行，結果由民主進步黨提名的彭紹瑾當選。

## 競選過程
2009年新竹縣長選舉，國民黨提名邱鏡淳，但時任縣長鄭永金支持議長張碧琴參選，國民黨祭出鐵腕，開除張碧琴黨籍，也撤銷鄭永金和夫人鄭宋麗華黨籍。
選舉結果，邱鏡淳贏得縣長選舉。國民黨事後為了彌補鄭永金和張碧琴，於2010年1月7日徵召其胞弟鄭永堂參選本次立委補選。次日，邱鏡淳支持的國民黨籍縣議員劉文禎在大批支持者的簇擁下前往新竹縣選委會登記參選，卻在門外被縣長邱鏡淳等人攔下，隨後轉往縣長官邸密室協商，2個小時後在邱鏡淳等人陪同下召開記者會宣布放棄參選。邱鏡淳在記者會上痛哭流涕，說明為何突然勸退劉文禎。原來馬英九在前一日晚上撥了2通電話給邱，邱鏡淳擔心若不配合勸退劉文禎，財政狀況吃緊的新竹縣年底可能發不出薪水、中央也會拒絕協助短缺62億的年終獎金和未來老人年金的發放。總統府國策顧問姜欽城也表示要讓出國策顧問的位子，推薦劉擔任國策顧問，以換取劉放棄參選。2010年1月8日下午，國民黨秘書長金溥聰陪同鄭永堂登記參選。
- 2010年1月19日晚上，馬英九在台北市一家知名餐廳設宴招待新竹縣長邱鏡淳、議長張碧琴和前縣長鄭永金，請他們放下2009年縣長選舉恩怨，支持鄭永堂。邱鏡淳和張碧琴都承諾全力輔選[12][13]。

- 2010年1月22日，邱鏡淳支持者透過媒體放話，「別以為和解飯吃了就有效！」除非議長張碧琴、前縣長鄭永金撤銷縣長選戰時對邱鏡淳及縣黨部的所有告訴，並公開道歉，否則不可能挺鄭永堂[14]。

- 2010年1月23日晚上，金溥聰作東，邀邱鏡淳、張碧琴、前縣長鄭永金及立委候選人鄭永堂吃「和解飯」。邱鏡淳陣營提出條件，要張碧琴一周內撤銷8件選舉訴訟，才願意全力支持鄭永堂；張碧琴則要求邱鏡淳針對新竹縣黨部曾刊登廣告，指控鄭永金和她掏空新竹縣庫一事[15]，先公開登報還她清白，她才願意撤銷訴訟。[16][4]。

- 2010年1月25日，金溥聰以「皮膚縫合了、但下面的肉還沒長出來」，強調若干地區的協調整合仍有問題，指的應該就是新竹縣邱鏡淳和鄭永金兩派人馬還沒完全和解[17]。

- 2010年2月3日上午，金溥聰到新竹縣議會與議長張碧琴召開記者會，宣佈邱鏡淳、張碧琴將各自撤回縣長選戰期間雙方所提的訴訟，並當場秀出邱鏡淳、張碧琴撤回選舉時互控的和解書。可惜邱鏡淳沒有出席記者會，由機要秘書張德清代為出席[18][19]。

- 2010年2月12日小年夜，馬英九與國民黨副主席蔣孝嚴、秘書長金溥聰在新竹縣長邱鏡淳公館舉行和解圍爐宴，馬希望在場的張碧琴、鄭永金與邱鏡淳化解新竹縣長選舉時的嫌隙[20]。

### 參選人

#### 鄭永堂
2010年1月7日，中國國民黨宣佈徵召甫於第16屆新竹縣縣長選舉期間遭該黨開除黨籍之前新竹縣縣長鄭永金的胞弟、曾任國民大會代表之鄭永堂參選立委補選。

#### 彭紹瑾
2010年1月7日，民主進步黨宣佈徵召甫代表該黨於參選第16屆新竹縣縣長選舉落選的前立法委員彭紹瑾參與立委補選。

### 後續
雖然鄭永堂為鄭永金之弟，但曾任邱鏡淳的議員助理。儘管國民黨高層盡力拉攏以後，鄭永金、邱鏡淳、張碧琴三人宣佈和解。但鄭(永金)、邱二人的基層支持者仍然互相敵視，無法整合。而選舉前邱鏡淳宣佈提高領取老人金的資格，儘管邱鏡淳聲稱是為了社會公平正義，但一般仍被視為是在扯鄭永堂後腿的動作。
結果在泛藍無法整合，綠營高度團結的情況下，彭紹瑾獲勝。

## 選舉結果

2010年新竹縣選舉區立法委員補選各里得票率

| 2010年新竹縣選舉區立法委員補選選舉結果 | 2010年新竹縣選舉區立法委員補選選舉結果 | 2010年新竹縣選舉區立法委員補選選舉結果 | 2010年新竹縣選舉區立法委員補選選舉結果 | 2010年新竹縣選舉區立法委員補選選舉結果 | 2010年新竹縣選舉區立法委員補選選舉結果 | 2010年新竹縣選舉區立法委員補選選舉結果 |
| 號次                                   | 候選人                                 | 政黨                                   | 得票數                                 | 得票率                                 | 當選標記                               |                                        |
| -------------------------------------- | -------------------------------------- | -------------------------------------- | -------------------------------------- | -------------------------------------- | -------------------------------------- | -------------------------------------- |
| 1                                      | 彭紹瑾                                 | 民主進步黨                             | 71,625                                 | 55.97%                                 |                                        |                                        |
| 2                                      | 鄭永堂                                 | 中國國民黨                             | 56,342                                 | 44.03%                                 |                                        |                                        |
| 選舉人數                               | 選舉人數                               | 選舉人數                               | 358,854                                | 358,854                                | 358,854                                |                                        |
| 投票數                                 | 投票數                                 | 投票數                                 | 129,177                                | 129,177                                | 129,177                                |                                        |
| 有效票                                 | 有效票                                 | 有效票                                 | 127,967                                | 127,967                                | 127,967                                |                                        |
| 無效票                                 | 無效票                                 | 無效票                                 | 1,210                                  | 1,210                                  | 1,210                                  |                                        |
| 投票率                                 | 投票率                                 | 投票率                                 | 36.00%                                 | 36.00%                                 | 36.00%                                 |                                        |

## 選後效應
2010年7月5日，放棄參選的劉文禎獲聘為行政院政務顧問。